# Ermida de S. Sebastião de Algoz
A Ermida de S. Sebastião (Algoz) é uma pequena ermida de uma só nave localizada em Algoz, Município de Silves junto à estrada M524.

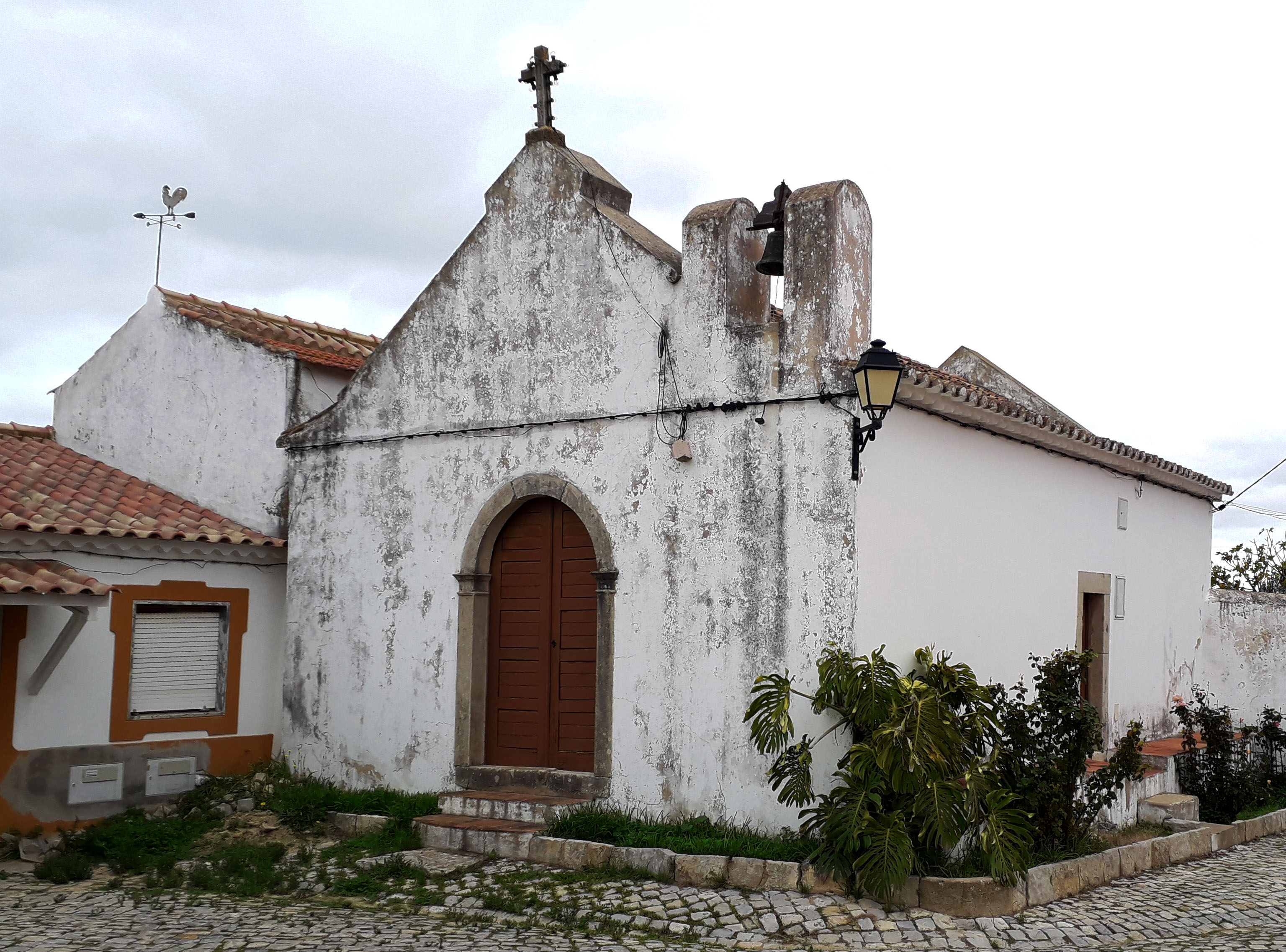
Ermida de S. Sebastião de Algoz, Dezembro de 2019.

Em 1841 a Ermida já existia tendo provavelmente origem no período medieval.